# Telegrama Kruger

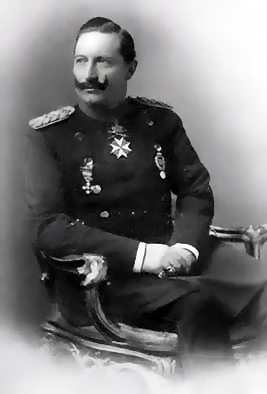
Kaiserul Wilhelm al II-lea

Telegrama Kruger a fost un mesaj trimis de   kaiserul Wilhelm al II-lea al Imperiului German lui Stephanus Johannes Paulus Kruger, președintele Republicii Transvaal, pe 3 ianuarie 1896. Kaiserul l-a felicitat pe președinte pentru respingerea  Raidului „Jameson”, o insursiune militară a 600 de soldați ai trupelor neregulate britanici din Colonia Capului în Transvaal, sub comanda lui Leander Starr Jameson.  Raidul a avut ca scop să declanșeze o revoltă antiguvernamentală, la care să participe în principal minerii emigranți britanici. Acțiunea militară a fost un fiasco, fiind uciși 65 de milițieni britanici, restul fiind luați prizonieri. În timpul luptelor, doar un singur bur a fost ucis. Telegrama a produs o uriașă indignare în Regatul Unit și condus la creștere tensiunilor dintre britanici și germani.

## Telegrama
În telegrmă se putea citi:
„„Vă exprim felicitările mele sincere pentru că tu și poporul tău, fără a apela la ajutorul puterilor prietene, ați reușit, prin propria voastră acțiune energică împotriva grupurilor armate tulburătoare de pace care v-au invadat țara voastră, să restabiliți pacea și să mențineți independența țării împotriva atacului din afara.””
În memoriile sale, împăratul a afirmat că această telegramă a fost compusă de unul dintre secretarii de stat, Adolf Marschall von Bieberstein. According to the Kaiser:
„ M-am împotrivit acestui lucru și am fost susținut de  amiralul Hollmann. La început, cancelarul imperial a rămas pasiv în dezbatere. Având în vedere faptul că știam cât de neștiutori erau Freiherr Marschall și Ministerul de externe în ceea ce privește mentalitatea națională engleză, am căutat să-i explic clar lui Freiherr Marschall consecințele pe care un astfel de pas le va avea printre englezi; în acest sens, amiralul Hollmann m-a sprijinit. Dar părerea lui Marschall nu a putut fi schimbată.

Apoi, în cele din urmă, cancelarul, s-a s-a amestecat și el. 
[...]
Am încercat din nou să schimb părerea miniștrilor despre proiectul lor; dar cancelarul imperial șî Marschall au insistat că ar trebui să semnez, repetând că ei vor fi responsabili pentru consecințe. Mi s-a părut că nu trebuie să refuz după prezentarea cazului lor. Am semnat.”
Kaiserul a afirmat, de asemenea, că exista o propunere ulterioară ruso-franceză de război împotriva Angliei.
„În februarie 1900, ... am primit vestea prin telegraf ... conform căreia  Rusia și  Franța au propus Germaniei să efectueze un atac comun împotriva Angliei, acum că aceasta era implicată în altă parte, pentru a-i paraliza traficul pe mare. M-am împotrivit și am ordonat respingerea propunerii. 

Întrucât am presupus că Parisul și Sankt-Petersburgul vor prezenta problema la Londra astfel încât să facă să pară că Berlinul le-a făcut această propunere amândurora, am telegrafiat imediat de la Heligoland la  reginei Victoria și  prințului de Wales (Edward) datele propunerii ruso-franceze și refuzul meu pentru aceasta. Regina mi-a răspuns, exprimându-și  mulțumirile ei cordiale, iar prințul de Wales cu o notă de uluială.”

## Reacții
Telegrama a fost primită entuzist de  presa conservatoare germană, dar criticată în ziarele liberale din cauza unui potențial conflict cu Marea Britanie. Această telegramă a provocat o mare indignare în Marea Britanie și a condus la o deteriorare suplimentară a relațiilor dintre cele două țări. Interpretarea dată de britanici a fost aceea că împăratul german susținea independența Transvaalului în ceea ce Londra considera că este sfera sa de influență, iar referirea la puterilor „prietene” a fost intrepretată ca fiind disponibilitatea Germaniei de a oferi asistență atunci și în viitor.
Ziarul The Times a declarat că „Anglia nu va ceda nimic în fața amenințărilor și nu va suporta insulta”. Vitrinele unor magazine germane au fost sparte, iar marinarii germani din Londra au fost atacați. Răspunsul diplomației  germane a fost pe un ton conciliant, kaiserul răspunzând unei scrisori a reginei Victoria (care îi era bunică maternă) cu cuvintele „Telegrama nu a avut niciodată intenția să fie un pas împotriva Angliei sau guvernului dumnevoastră...”